# Acalypha claoxyloides
Acalypha claoxyloides là một loài thực vật có hoa trong họ Đại kích. Loài này được Hutch. mô tả khoa học đầu tiên năm 1918.